# 尤尼斯·蓋森
尤尼斯·蓋森（英語：Eunice Gayson，本名：Eunice Elizabeth Sargaison，1928年3月17日—2018年6月8日），英國女演員，在《鐵金剛勇破神秘島》及《鐵金剛勇破間諜網》中飾演邦女郎而聞名。

## 外部連結
- Eunice Gayson （页面存档备份，存于） at the British Film Institute
- Eunice Gayson在互联网电影资料库（IMDb）上的資料（英文）